# 坂西町
坂西町（さかにしまち）は、栃木県の南西部、足利郡に属していた町である。群馬県と境を接する。現在の足利市西部の坂西地区に相当する。1889年から1893年に足利郡に存在した坂西村とは範囲が異なる。

## 地理
- 山岳：深高山、石尊山
- 河川：渡良瀬川、桐生川、小俣川、松田川

## 歴史
- 1889年（明治22年）4月1日 町村制施行
  - 小俣村と葉鹿村が合併し小俣村が成立する。
  - 松田村、粟谷村、板倉村が合併し三和村が成立する。
- 1893年（明治26年）6月1日 小俣村の一部が分立し葉鹿村が成立する。
- 1923年（大正12年）1月1日 小俣村と葉鹿村が町制施行し小俣町と葉鹿町が成立する。
- 1955年（昭和30年）3月31日 小俣町、葉鹿町、三和村が合併し坂西町が成立する。
- 1962年（昭和37年）10月1日 御厨町とともに足利市へ編入する。

## 教育
- 中学校
  - 坂西中学校
- 小学校
  - 小俣小学校
  - 葉鹿小学校
  - *三和小学校
  - *松田小学校
  - 坂西北小学校（上記*印の2校が統合）

## 交通

### 鉄道
- 日本国有鉄道（現：東日本旅客鉄道）
  - 両毛線：小俣駅、*葉鹿駅 （*印は廃駅）

### 道路
- 県道
  - 栃木県道67号桐生岩舟線（旧：国道50号）
  - 栃木県道227号坂西桐生線